# 18669 Lalitpatel
18669 Lalitpatel este un asteroid din centura principală de asteroizi.

## Descriere
18669 Lalitpatel este un asteroid din centura principală de asteroizi. A fost descoperit pe 20 martie 1998 la Socorro, New Mexico, în cadrul proiectului LINEAR. Asteroidul prezintă o orbită caracterizată de o semiaxă mare de 3,09 ua, o excentricitate de 0,14 și o înclinație de 3,0° în raport cu ecliptica.